# Kim Sung-hee
Kim Sunghee (nascida em 17 de Maio de 1989), conhecida simplesmente como Sunghee, é uma cantora e dançarina sul-coreana. É ex-integrante do grupo Kara, formado pela DSP Media em 2007.

## Biografia

### Pré-debut
Fez sua graduação na Goojung High School em 2007.
Sunghee treinou durante 3 anos na agência DSP Media tendo aulas de canto e dança, esperava ser lançada como uma cantora solo, mas foi colocada no grupo KARA. Sua mãe, que era uma cantora de trilhas sonoras, foi contra a ideia de Sunghee ser cantora, pois sabia como é difícil a vida nesse ramo da música.
Em 2005 Sunghee gravou a OST Them It's done para o drama Three Leaf Clover.

## Carreira

### Kara
KARA estreou 29 de março de 2007 com "Break It" no M! Countdown como um grupo de quatro membros. Sunghee foi uma das quatro membros juntamente com Nicole Jung, Han Seungyeon e Park Gyuri. KARA foi muitas vezes comparado a Fin.K.L devido ao seu conceito e ao fato de que ambos são da mesma empresa (DSP Media).
Junto com o KARA gravou a OST Fighting para o drama Chasing Kangnam Mother.
Após Sunghee falhar em seus exames de faculdade seu pai proibiu sua participação nas atividades do grupo, sendo assim ela saiu do KARA no dia 28 de fevereiro de 2008, por não cumprir a promessa feita a seus pais de que conseguiria administrar a carreira como cantora e focaria em seus estudos ao mesmo tempo, justamente na época em que KARA tinha a intenção de fazer o seu retorno.

## Vida pessoal

### Trabalhos e casamento
Entrou para a Han Yang Girls' University para Música.
Em 21 de dezembro de 2008, Sunghee se apresentou no Shin Hyun Ho's Concert como convidada, em uma das apresentações cantou a música Listen.
Em julho de 2009, Sunghee participou do Sound Holic Club e cantou com sua irmã.
Em agosto de 2009, Sunghee participou da música "Dream", canção de estreia do cantor gn.E.
Em 7 de Maio de 2011, Sunghee se casou com Yang Won Joon, o filho mais velho do dublador Yang Ji Woon. O casamento aconteceu em  Paju, Kyunggido.
Atualmente trabalha como instrutora vocal, dando aulas de canto para aspirantes a cantores.

## Discografia

### Participações em soundtracks e performances solo
| Ano  | Álbum                      | Música          | Duração | Nota              |
| ---- | -------------------------- | --------------- | ------- | ----------------- |
| 2005 | Three Leaves Clover OST    | "Them I'm done" | 04:13   | Sunghee           |
| 2007 | Chasing Kangnam Mother OST | "Fighting"      | 03:33   | Sunghee & KARA    |
| 2009 | -                          | "Dream"         | 03:21   | gn.E feat Sunghee |